# Iphiaulax
Iphiaulax är ett släkte av steklar som beskrevs av Förster 1862. Iphiaulax ingår i familjen bracksteklar.

## Dottertaxa tillIphiaulax, i alfabetisk ordning[1][2]
- Iphiaulax abaculus
- Iphiaulax abgarus
- Iphiaulax abstractus
- Iphiaulax africanus
- Iphiaulax agnatus
- Iphiaulax agraensis
- Iphiaulax alboornatus
- Iphiaulax allenensis
- Iphiaulax allopterus
- Iphiaulax alluaudi
- Iphiaulax ameeni
- Iphiaulax americanus
- Iphiaulax amyris
- Iphiaulax ankuri
- Iphiaulax annulitarsis
- Iphiaulax apicalis
- Iphiaulax aquaticus
- Iphiaulax ardens
- Iphiaulax assimulator
- Iphiaulax astiochus
- Iphiaulax atriornatus
- Iphiaulax australiensis
- Iphiaulax avarus
- Iphiaulax bellator
- Iphiaulax bellicosus
- Iphiaulax bequaerti
- Iphiaulax bicolor
- Iphiaulax bifoveatus
- Iphiaulax bohemani
- Iphiaulax breviseta
- Iphiaulax bruchi
- Iphiaulax brunneipennis
- Iphiaulax callipterus
- Iphiaulax callosus
- Iphiaulax canescens
- Iphiaulax cariniceps
- Iphiaulax cephalotus
- Iphiaulax ceressus
- Iphiaulax championi
- Iphiaulax chowdhuryi
- Iphiaulax cinnabarinus
- Iphiaulax classeyi
- Iphiaulax cnemophilus
- Iphiaulax collaris
- Iphiaulax concolor
- Iphiaulax congruus
- Iphiaulax contemptus
- Iphiaulax corduvensis
- Iphiaulax cosmiothecus
- Iphiaulax curticaudatus
- Iphiaulax curvinervis
- Iphiaulax cyrenius
- Iphiaulax danielsi
- Iphiaulax dawnae
- Iphiaulax decemmaculatus
- Iphiaulax declinatus
- Iphiaulax decorus
- Iphiaulax dejectus
- Iphiaulax deliensis
- Iphiaulax denunciator
- Iphiaulax determinatus
- Iphiaulax diana
- Iphiaulax didymus
- Iphiaulax dimidiator
- Iphiaulax dissolutus
- Iphiaulax dodsi
- Iphiaulax domdamiensis
- Iphiaulax dubitorius
- Iphiaulax dubius
- Iphiaulax duvivieri
- Iphiaulax egregius
- Iphiaulax ehrenbergi
- Iphiaulax electus
- Iphiaulax elizeus
- Iphiaulax emui
- Iphiaulax eriophorus
- Iphiaulax erythraeana
- Iphiaulax erythrogaster
- Iphiaulax erythrus
- Iphiaulax eurygaster
- Iphiaulax eurythecus
- Iphiaulax ezerias
- Iphiaulax faberi
- Iphiaulax facialis
- Iphiaulax fahimi
- Iphiaulax fastidiator
- Iphiaulax faustus
- Iphiaulax festivus
- Iphiaulax flagrator
- Iphiaulax fletcheri
- Iphiaulax fornasinii
- Iphiaulax frugalis
- Iphiaulax fuelleborni
- Iphiaulax fulvus
- Iphiaulax fuscidens
- Iphiaulax fusconigratus
- Iphiaulax garampianus
- Iphiaulax gaullei
- Iphiaulax gibbus
- Iphiaulax gloriatorius
- Iphiaulax grabowskyi
- Iphiaulax gracilites
- Iphiaulax guineensis
- Iphiaulax haematostigma
- Iphiaulax halaesus
- Iphiaulax hasinaae
- Iphiaulax hastator
- Iphiaulax haundrawensis
- Iphiaulax hemixanthopterus
- Iphiaulax hesper
- Iphiaulax hewittii
- Iphiaulax hians
- Iphiaulax horishanus
- Iphiaulax hova
- Iphiaulax iftekhari
- Iphiaulax imaus
- Iphiaulax imitatrix
- Iphiaulax immsii
- Iphiaulax impeditor
- Iphiaulax impostor
- Iphiaulax incisus
- Iphiaulax inculpator
- Iphiaulax infirmus
- Iphiaulax innotatus
- Iphiaulax insularis
- Iphiaulax intactus
- Iphiaulax intimus
- Iphiaulax iphigenia
- Iphiaulax iris
- Iphiaulax jacobsoni
- Iphiaulax jakowlewi
- Iphiaulax janus
- Iphiaulax javanicola
- Iphiaulax jeannelli
- Iphiaulax jocosoides
- Iphiaulax jucundus
- Iphiaulax jutahaensis
- Iphiaulax kabiri
- Iphiaulax katangensis
- Iphiaulax kinabaluensis
- Iphiaulax koebelei
- Iphiaulax koehleri
- Iphiaulax kolleri
- Iphiaulax kuehnii
- Iphiaulax lacteipennatus
- Iphiaulax laeviusculus
- Iphiaulax lanceolatus
- Iphiaulax laratensis
- Iphiaulax lateritius
- Iphiaulax latistigma
- Iphiaulax lativentris
- Iphiaulax longicaudatus
- Iphiaulax longiceps
- Iphiaulax longicornis
- Iphiaulax longitarsis
- Iphiaulax lucidus
- Iphiaulax lucina
- Iphiaulax lunduensis
- Iphiaulax luteifrons
- Iphiaulax lynceus
- Iphiaulax mactator
- Iphiaulax maculifrons
- Iphiaulax maculinervis
- Iphiaulax madagascariensis
- Iphiaulax malayanus
- Iphiaulax mamivaensis
- Iphiaulax manteri
- Iphiaulax marathwadensis
- Iphiaulax mareotis
- Iphiaulax margininervis
- Iphiaulax matangensis
- Iphiaulax megacerus
- Iphiaulax megalophthalmus
- Iphiaulax megaptera
- Iphiaulax melanarius
- Iphiaulax melanogaster
- Iphiaulax melanospilus
- Iphiaulax melantennatus
- Iphiaulax mendicus
- Iphiaulax meraukensis
- Iphiaulax mesosuavis
- Iphiaulax mexicanus
- Iphiaulax micrarche
- Iphiaulax microphthalmus
- Iphiaulax militaridis
- Iphiaulax militaris
- Iphiaulax minos
- Iphiaulax mirabilis
- Iphiaulax mocquereysi
- Iphiaulax monticola
- Iphiaulax mundelli
- Iphiaulax naomiae
- Iphiaulax nataliensis
- Iphiaulax neuquenensis
- Iphiaulax niezabitowskyi
- Iphiaulax niger
- Iphiaulax nigridorsis
- Iphiaulax nigrifrons
- Iphiaulax nigrimanus
- Iphiaulax nigrisoma
- Iphiaulax nigroluteus
- Iphiaulax nigroscutellaris
- Iphiaulax nitidiusculus
- Iphiaulax novus
- Iphiaulax obesculus
- Iphiaulax obscuricarinatus
- Iphiaulax occultator
- Iphiaulax ocellator
- Iphiaulax oeneus
- Iphiaulax orbita
- Iphiaulax ornatiscapus
- Iphiaulax ornatus
- Iphiaulax pallidiorbitalis
- Iphiaulax pallidiquamdalis
- Iphiaulax palliventris
- Iphiaulax pampatensis
- Iphiaulax pandora
- Iphiaulax pangaeus
- Iphiaulax papuanus
- Iphiaulax paternus
- Iphiaulax patunuangensis
- Iphiaulax pectoralis
- Iphiaulax peinanensis
- Iphiaulax penetrans
- Iphiaulax perepicus
- Iphiaulax perezi
- Iphiaulax perfectus
- Iphiaulax permutans
- Iphiaulax pheres
- Iphiaulax pictus
- Iphiaulax pilisoma
- Iphiaulax platynotatus
- Iphiaulax plurimacula
- Iphiaulax poppyae
- Iphiaulax portius
- Iphiaulax potanini
- Iphiaulax poultoni
- Iphiaulax pravus
- Iphiaulax preussi
- Iphiaulax preyeri
- Iphiaulax priankaae
- Iphiaulax prithaae
- Iphiaulax proficiscator
- Iphiaulax propinquus
- Iphiaulax proserpina
- Iphiaulax psychidophagus
- Iphiaulax quadripunctatus
- Iphiaulax quaesitorius
- Iphiaulax resurrectus
- Iphiaulax rhodesianus
- Iphiaulax ribesiferus
- Iphiaulax rogersi
- Iphiaulax romani
- Iphiaulax rotundicanaliculatus
- Iphiaulax rotundinervis
- Iphiaulax rubrinervis
- Iphiaulax rufus
- Iphiaulax rugiceps
- Iphiaulax rugotusus
- Iphiaulax safderezae
- Iphiaulax sapitensis
- Iphiaulax sauteri
- Iphiaulax scrupulosus
- Iphiaulax sculpturatus
- Iphiaulax scutellaris
- Iphiaulax semiluteus
- Iphiaulax seyrigi
- Iphiaulax sibanensis
- Iphiaulax signatus
- Iphiaulax simplex
- Iphiaulax sjostedti
- Iphiaulax soleae
- Iphiaulax sollertum
- Iphiaulax spadix
- Iphiaulax spilocephaliformis
- Iphiaulax spilonotus
- Iphiaulax spilostigmus
- Iphiaulax stramineus
- Iphiaulax suavis
- Iphiaulax subauratus
- Iphiaulax sublucens
- Iphiaulax szepligetii
- Iphiaulax tanyceras
- Iphiaulax tauricus
- Iphiaulax tebaensis
- Iphiaulax tegularis
- Iphiaulax tenuilineatus
- Iphiaulax testaceus
- Iphiaulax thespis
- Iphiaulax thisbe
- Iphiaulax thoracicus
- Iphiaulax tinctipennis
- Iphiaulax trichiosoma
- Iphiaulax trichiosomus
- Iphiaulax triornatus
- Iphiaulax trisignatus
- Iphiaulax tristator
- Iphiaulax udei
- Iphiaulax unicolor
- Iphiaulax wahlbergi
- Iphiaulax wallacei
- Iphiaulax varicollis
- Iphiaulax varipennis
- Iphiaulax varireticulatus
- Iphiaulax varitinctus
- Iphiaulax varius
- Iphiaulax vesta
- Iphiaulax whitei
- Iphiaulax volcanicus
- Iphiaulax voraginis
- Iphiaulax xanthocephalus
- Iphiaulax xanthoprosopus
- Iphiaulax xanthopsis
- Iphiaulax xanthospilus
- Iphiaulax xantothorax
- Iphiaulax zaraces
- Iphiaulax zonulus
- Iphiaulax zoroaster